# Фуггер-Глётт
Фуггер-Глётт, Фуггер фон Глётт Fugger-Glött - младшая линия аугсбургского патрицианского и дворянского рода Фуггер фон Лилия,имевшая владения в Швабии. 

## История
Антон Фуггер приобрел сеньорию Глётт в 1537 году и поместье Кирххайм в Швабии в 1551 году. Его сын Ганс Фуггер (1531–1598) унаследовал вместе с ними замки Штеттенфельс и Дуттенштайн. Правнук Антона Фуггера, Иоганн Эрнст (1590–1639), основал линию Фуггер фон Глётт.
Резиденцией стал город Глётт, в состав владений графов вошли города Баумгартен (сеньория Баумгартен была куплена у Рехберг-унд-Ротенлёвен в 1621 г.), Дюрлауинген, Хафенхофен, Виндхаузен и Винтербах. В конце XVIII в. Фуггер-Глётт владели сеньориями Глётт, Хильгартсберг, Оберндорф-ам-Лех и Элльгау. Они были представлены в Рейхстаге как члены Швабской имперской коллегии графов.
В соответствии с актом о создании Рейнского союза 1806 года владения Фуггеров фон Глётт были медиатизированы в пользу королевства Бавария. В 1869 г. графы продали замок Глётт и, после пресечения линии Фуггер фон Кирхгайм, унаследовали в 1878 г. замок в Кирххайме.